# Дауд-шах
Дауд-шах (д/н — після 1458)  — 6-й султан Гуджарату у 1458 році.

## Життєпис
Син султана Ахмед-шаха I. Про молоді роки відомостей обмаль. 1458 року після смерті Ахмед-шаха II частина почту на чолі із дружиною останнього спробували звести на трон Шамс Хана, але за підтримки знаті та улемів Дауд-шах посів трон. 
Оскільки новий султан призначив на високі посади розстилача килимів і вчинив неналежні дії (ймовірно не виправдав сподівання знаті), його невдовзі було повалено. Панування тривало 7 або 27 днів. Новим султан став його небіж Махмуд-шах I.